# Nevena Božović
Pour les articles homonymes, voir Božović.
Nevena Božović en serbe latin (en serbe cyrillique Невена Божовић), née le 15 juin 1994 à Kosovska Mitrovica, en République fédérale de Yougoslavie (actuellement Kosovo) est une chanteuse serbe du Kosovo. Elle a représenté la Serbie à l'Eurovision junior 2007 avec la chanson Piši mi où elle obtient la 3e place, puis au concours Eurovision de la chanson 2013 au sein du groupe Moje 3 avec la chanson Ljubav je svuda mais ne se qualifie pas pour la finale. Elle est la première à avoir participé à l'Eurovision junior et au concours Eurovision de la chanson en tant qu'artiste. Elle participe une deuxième fois à l'Eurovision en 2019.

## Biographie
Elle est née le 15 juin 1994 à Kosovska Mitrovica, en République fédérale de Yougoslavie (actuellement Kosovo) où elle passe son enfance. Elle étudie actuellement la musique à l'université des arts de Belgrade.

## Carrière

### Concours Eurovision de la chanson junior 2007
En 2007, elle participe à un concours national dans le but de définir qui représentera la Serbie à l'Eurovision junior 2007. Elle remporte la compétition avec la chanson Piši mi et est donc choisie pour représenter la Serbie au Concours Eurovision de la chanson junior à Rotterdam, aux Pays-Bas où elle obtient la 3e place.
En 2009, elle participe au festival Sunčane Skale à Herceg Novi, au Monténégro avec la chanson Ti.
En 2010, elle participe au festival Internazionale Verdinote en Italie qu'elle remporte avec la chanson Il mio domani.

### Prvi glas Srbije
En 2012, elle participe à la 2e saison de Prvi glas Srbije, un télé-crochet serbe similaire a The Voice. Elle arrivera jusqu'en finale aux côtés de ses deux futures collègues du groupe Moje 3 et obtiendra la 2e place du concours. Lors des finales, elle aura réalisé les prestations suivantes :
- Jelena Tomašević — "Jutro"
- Emeli Sandé — "Next to me"
- Gordana Lazarević — "Vidovdan"
- Chanson populaire macédonienne — "Zajdi, zajdi"
- Britney Spears — "Тоxic"
- Loreen — "Euphoria"
- Biljana Krstić — "Puče puška" / Whitney Houston — "I will always love you"
- Marija Šerifović — "Kada ljubiš anđela" / Kelly Clarkson — "Because of You"
- Mariah Carey — "Without you" / Emina Jahović — "Da mogu"
- Toše Proeski — "Igra bez granica" / Lana Del Rey — "Blue jeans" / Kaliopi — "Rođeni" / Bisera Veletanlić — "Milo moje"

### Concours Eurovision de la chanson 2013

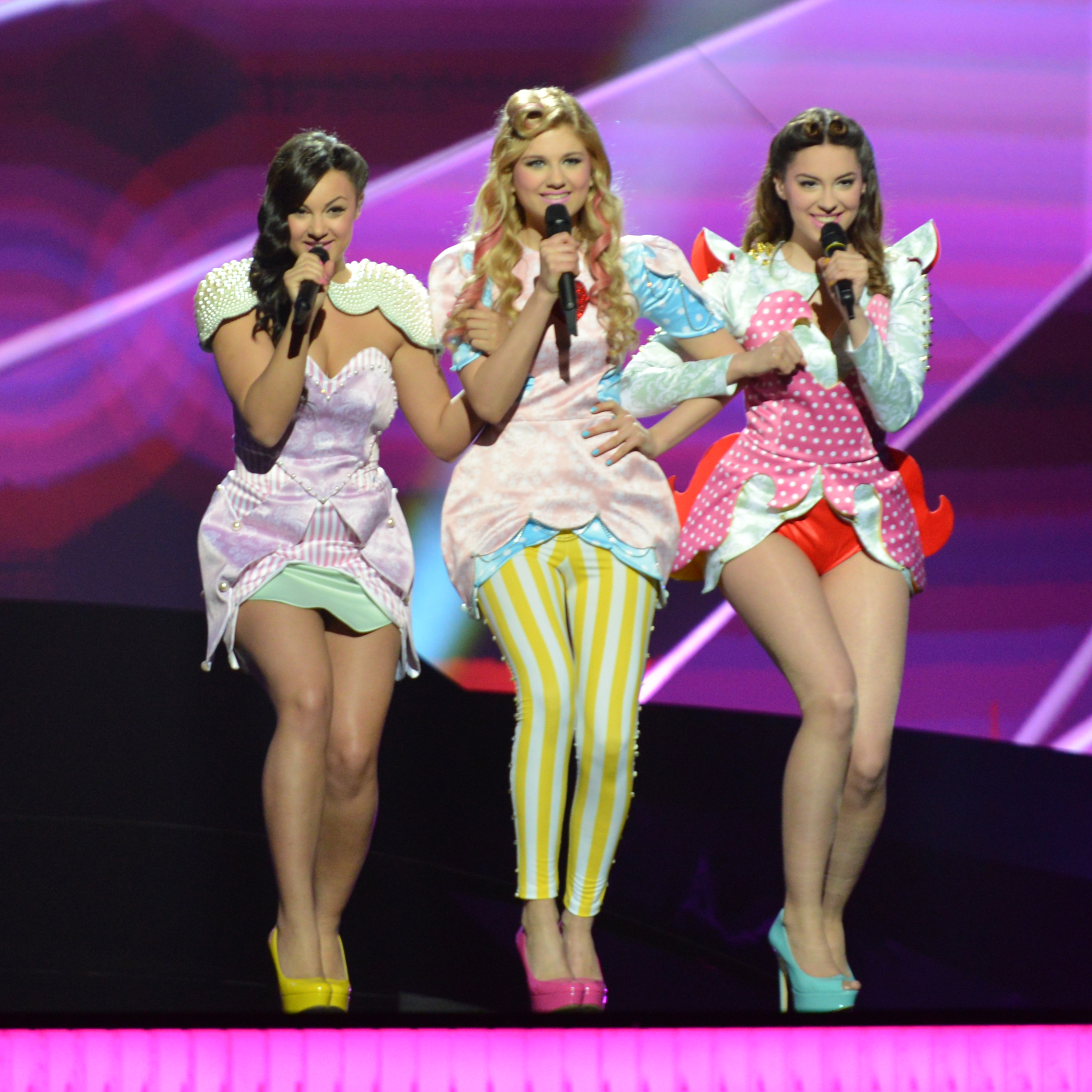
Nevena Božović (au centre) au côté de Sara Jovanović (à droite) et Mirna Radulović (à gauche) au concours de l'Eurovision 2013.

En 2013, avec Sara Jovanović et Mirna Radulović, les deux autres finalistes de l'émission Prvi glas Srbije, elle participe à l'émission Beosong 2013 chargée de définir la chanson qui représentera la Serbie au concours Eurovision de la chanson 2013. Elles créent donc pour l'occasion le groupe Moje 3 et présentent la chanson Ljubav je svuda. Le 3 mars 2013, le groupe remporte la finale de Beosong ; il représente la Serbie à Malmö mais ne dépasse pas les demi-finales.

### Suite de sa carrière
Elle sort en juin 2013 un nouveau single, Pogledaj me, puis à la fin de la même année, un 2e single intitulé Znam da noćas gubim te.
En juin 2014, elle participe au festival Proleće u Beogradu avec la chanson Tačka puis sort un nouveau single pour l’été, Bal.

### Concours Eurovision de la chanson 2019
Le 3 mars 2019, elle remporte l'émission Beovizija 2019, sélection serbe pour le Concours Eurovision de la chanson 2019, avec sa chanson Kruna. Elle participe à la première demi-finale le 12 mai et se qualifie pour la finale, où elle termine 18ème sur 26.

## Singles
- 2007 : Piši mi
- 2009 : Ti
- 2010 : Nije fer
- 2013 : Ljubav je svuda avec Sara Jovanović et Mirna Radulović (Moje 3)
- 2013 : Pogledaj me
- 2013 : Znaš da noćas gubim te
- 2014 : Tačka
- 2014 : Bal